# فایرلایت (گروه موسیقی)
فایرلایت (به انگلیسی: Firelight) گروه موسیقی اهل مالت است.
آن ها در یوروویژن ۲۰۱۴ نماینده مالت بودند.